# La finale di calcio dei filosofi
La finale di calcio dei filosofi (The Philosophers' Football Match) è uno sketch trasmesso nel secondo episodio dello special Monty Python's Fliegender Zirkus nel 1972 e compare anche nel film Monty Python Live at the Hollywood Bowl.

## Lo sketch
Lo sketch è ambientato nello Stadio Olimpico di Monaco dove si sta svolgendo la finale di calcio tra i filosofi tedeschi contro i filosofi greci. Tra i filosofi ci sono Archimede (John Cleese), Socrate (Eric Idle), Hegel (Terry Gilliam), Nietzsche (Michael Palin), Karl Marx (Terry Jones) e Immanuel Kant (Graham Chapman).
Confucio è l'arbitro, Tommaso d'Aquino e Sant'Agostino sono i guardalinee e Martin Lutero è l'allenatore dei filosofi tedeschi. Quando comincia la partita, i filosofi si mettono a girare attorno al campo meditando sulle loro teorie.
Dopo un po', nel secondo tempo, Nietzsche riceve il cartellino giallo da Confucio: dopo aver reclamato che "Confucio non ha una libera volontà", Confucio gli risponde "Ora ti faccio vedere io". La Germania tenta di vincere inserendo Marx al posto di Wittgenstein, ma senza successo. All'89º minuto, Archimede esclama "Eureka!" e mostra agli altri filosofi greci come si fa a calciare la palla. Socrate riesce a segnare l'unico gol della partita. Alla fine dello sketch, i filosofi tedeschi discutono con l'arbitro: "Hegel afferma che la realtà è una aggiunta a priori dell'etica non naturalista, Kant, per via del suo imperativo categorico, sostiene che ontologicamente esiste solo nell'immaginazione, e Marx reclama il fuorigioco", ma Confucio risponde con il fischio di fine partita.

## Gli schieramenti
Gli schieramenti delle due squadre sono:
| Germania                                          | Grecia             |
| ------------------------------------------------- | ------------------ |
| Gottfried Leibniz                                 | Platone            |
| Immanuel Kant                                     | Epitteto           |
| Georg Wilhelm Friedrich Hegel (capitano)          | Aristotile         |
| Arthur Schopenhauer                               | Sofocle            |
| Friedrich Wilhelm Joseph Schelling                | Empedocle          |
| Franz Beckenbauer                                 | Plotino            |
| Karl Jaspers                                      | Epicuro            |
| Karl Wilhelm Friedrich von Schlegel               | Eraclito           |
| Ludwig Wittgenstein (poi sostituito nel 2º tempo) | Democrito          |
| Friedrich Nietzsche                               | Socrate (capitano) |
| Martin Heidegger                                  | Archimede          |
| Karl Marx (riserva)                               |                    |